# St Margaret’s Episcopal Church

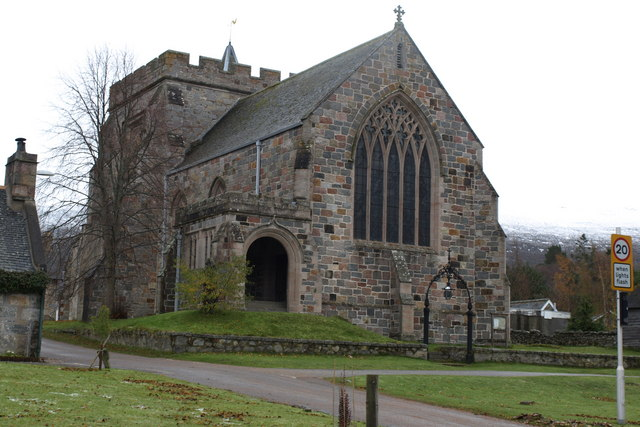
St Margaret’s Episcopal Church

Die St Margaret’s Episcopal Church ist ein profaniertes Kirchengebäude in der schottischen Ortschaft Braemar in der Council Area Aberdeenshire. 1972 wurde das Bauwerk in die schottischen Denkmallisten in der höchsten Denkmalkategorie A aufgenommen.

## Geschichte
Mit dem Kauf von Balmoral Castle durch Königin Viktoria im Jahre 1852 entwickelte sich das nahegelegene Braemar zu einem beliebten Ferienziel der englischen Oberschicht. Für die mehrheitlich episkopalkirchlich orientierten Engländer ließ die Scottish Episcopal Church im Jahre 1880 eine Margaretenkirche in Braemar einrichten. Das Grundstück im Zentrum der Ortschaft stiftete der Laird von Invercauld House. Die Holzkirche erwies sich jedoch schon bald als zu klein dimensioniert. Nachdem Spendengelder in ausreichender Höhe gesammelt worden waren, wurde 1899 mit dem Bau der heutigen St Margaret’s Episcopal Church begonnen. Für ihren Entwurf zeichnet der aus Aberdeen stammende Architekt John Ninian Comper verantwortlich. Der Bau wurde 1907 konsekriert.
Nach dem Tod Königin Viktorias im Jahre 1901 ebbte der Touristenstrom nach Braemar sukzessive ab. Folglich erwies sich die St Margaret’s Church bald als zu groß und der Unterhalt des Gebäudes belastete die Kirchengemeinde. Aus diesem Grund wurde die St Margaret’s Episcopal Church 1997 aufgegeben und die Gemeinde zog in die Kapelle der Mar Lodge um. 2001 bot die Scottish Episcopal Church dem Scottish Redundant Churches Trust die Übernahme des Gebäudes an. Zunächst zögerlich, dauerte es bis 2013, bis die Stiftung das Gebäude zum Preis von einem Pfund erwarb. Bereits 2008 wurde das leerstehende Gebäude in das Register gefährdeter denkmalgeschützter Bauwerke in Schottland aufgenommen. Im September 2015 begannen die Arbeiten zur Umgestaltung des Kirchengebäudes in ein Kunst- und Kulturzentrum.

## Beschreibung
Die St Margaret’s Episcopal Church steht an der Glenshee Road (A93) im Zentrum von Braemar. Sie besitzt annähernd den Grundriss einer Kreuzkirche, denn der wuchtige, zinnenbewehrte zentrale Turm tritt zu beiden Seiten aus der Fassadenflucht heraus. Das Mauerwerk der neogotischen Kirche besteht aus grob zu Quadern behauenem Granitblöcken unterschiedlicher Farbe. In den straßenseitigen Westgiebel ist ein weites Maßwerk aus fünf Lanzettfenstern eingelassen. Ein weiteres Maßwerk findet sich am Ostgiebel.